# Phigros
《Phigros》是由鸽游（Pigeon Games）开发并发行的非商业音乐游戏，带有一定的收集和解谜要素。该游戏于 2019 年 8 月 31 日正式公测。2023年2月24日，哔哩哔哩Phigros官方帐号宣布，游戏下载量突破3000万。2023年4月20日，哔哩哔哩Phigros官方账号粉丝数突破100万。

## 游戏玩法和内容

《Phigros》在关卡《XING》中通过模仿《Muse Dash》的游戏界面，将玩家角色抽象成判定线，将敌对的非玩家角色抽象成音符，以对其进行致敬。

目前，《Phigros》中共有250多首曲目。游戏中包含五种难度：分别为 EZ (Easy)，HD (Hard)，IN (Insane)，AT (Another) 以及Legacy难度。
在游玩关卡时，玩家需要观察自由移动、旋转的判定线和垂直于判定线下落的音符，并配合音乐节奏，在音符和判定线重合时依据其种类进行点按（tap）、长按（hold）、拖拽（drag）和滑动（flick）等操作。根据操作的精准程度，玩家会获得四种判定：Perfect（完美）、Good（偏早或偏晚）、Bad（过早）、Miss（丢失）。结算时，游戏会根据最高连击数和各种判定的数量计算出玩家的总分数和准确度，并根据分数确定出一种评级。玩家通常需要在歌曲结束前获得尽可能高的分数。
不同于多数音乐游戏，《Phigros》以创新的玩法、活泼的判定线表演而著称，为无轨下落式移动端音游。在游玩时，判定线也会不断移动、旋转甚至消失。这使得玩家需要花费额外精力观察判定线的运动，也提升了游戏的难度。判定线的表演也极大地提升了《Phigros》的观赏性。

## 开发和发行
《Phigros》最初由一位未成年人制作，制作者组建起由音乐游戏爱好者组成的团队“鸽游”（Pigeon Games）后，游戏的开发由鸽游接管。鸽游以“用爱发电”为目标，开发的全部游戏曲目均可免费游玩，也不时推出更新（通常隔周周五进行一次小更新）。在愚人节或圣诞节期间，游戏会推出特別曲目提供挑战。
游戏中的音乐以电子音乐为主，并由多位作曲家供稿，包含参加BMS同人音乐比赛“THE BMS OF FIGHTERS”的音乐作品，和SOUL NOTES等音乐厂牌，Muse Dash等音乐游戏联动获得的音乐。游戏中的部分曲目也通过设置彩蛋等方式对这些音乐和游戏进行了致敬。

## 评价和影响
《Phigros》被評論者认为偏冷门小众，但却受到大量玩家的关注和支持，在发布的四年后仍在TapTap的“热门榜”上排名前列，一部分Up主也在哔哩哔哩等网站上上传以《Phigros》为主题的视频和专栏。
《Phigros》的关卡受到普遍好评。评论普遍认为变化多端的判定提高了游戏性，丰富了游戏效果，并带给玩家惊喜和新鲜感。但也有评论指出判定线与物件的不规则移动使游戏画面变得混乱，提高了游戏难度，甚至需要多次游玩以获得高分。游戏中的美术也受到赞扬。各个关卡中的插画被认为十分精美，并与音乐和关卡相称。一些评论也着眼于游戏中的音乐，称赞其丰富了玩家的游戏体验，并将其推荐给电子音乐爱好者。此外，部分玩家认为Phigros的判定相比于其他音游比较宽松，并且对于多指配合的要求较少，不适合准备同时游玩其他音乐游戏的新手玩家。
但《Phigros》的游戏模式却受到争议。很多玩家认为免费游玩关卡的方式对于玩家而言降低了游戏门槛，十分友好，对游戏而言不仅延长了游戏寿命，还形成了良性循环。部分玩家认为解锁关卡增加了挑战性和成就感，但也有反对的声音认为关卡需要解锁的方式降低了自由度。
《Phigros》的UI和特效极具动感，吸引许多舞蹈爱好者利用相关元素创作视频，但部分玩家对此持排斥态度。